# Казацкая улица (Чернигов)
Казацкая улица (укр. Козацька вулиця) — улица в Новозаводском районе города Чернигова. Пролегает от пересечения проспекта Мира и улицы Героев Чернобыля до пересечения улиц Любечская и Общественная, исторически сложившаяся местность (район) Рашевщина.
Примыкают улицы Ивана Рашевского, Михаила Могилянского, Рудого, Инструментальная.
Служит продлением в западном направлении улицы Героев Чернобыля, далее Казацкую улицу продлевает улица Независимости.

## История
Новообщественная улица была проложена в 1965 году через пустырь от улицы Ленина до улицы Общественная. Была застроена 5-этажными жилыми домами, построены техникум, училище, школа. 
В 1966 году был открыт «Черниговский техникум советской торговли» (дом № 7), который кроме учебных кабинетов включал актовый и спортивный залы, библиотеку, лаборатории, столовую, общежитие. Сейчас — колледж экономики и технологий национального университета «Черниговская политехника».  
В 1968 году Новообщественная улица переименована на улица 50 лет ВЛКСМ — в честь 50-й годовщины первого съезда (основания) Всесоюзного ленинского коммунистического союза молодёжи.
В 1969 году был открыт «Черниговский юридический техникум» (улица Ленина дом № 119), который имел два отделения юридическое (с 1969) и бухгалтерское (с 1972); включал учебный корпус с 19 аудиториями, лаборатории, спортивный зал, библиотеку, читальный зал, столовую, 2 общежития. Реорганизован в «Черниговский государственный институт права, социальных технологий и труда», сейчас — корпус № 8 национального университета «Черниговская политехника» (дом № 1 А или 1/119).  
В 2008 году Комиссия по упорядочиванию наименований улиц Чернигова, предлагала переименовать улицу 50 лет ВЛКСМ на улицу Героев Крут, но решение не было поддержано исполкомом. В 2011 году городской комиссией по переименованию улиц, улицу рекомендовалось переименовать на улицу Героев Крут. 
12 февраля 2016 года улица получила современное название Казацкая, согласно Распоряжению городского главы В. А. Атрошенко Черниговского городского совета № 46-р «Про переименование улиц и переулков города» («Про перейменування вулиць та провулків міста»)
19 декабря 2016 года Казацкая улица стала участком нового троллейбусного маршрута № 11, который связал крайние западный и восточный районы Масаны и Бобровицу.

## Застройка
Улица пролегает в западном направлении с небольшим уклоном на север. Начало (восточная часть) улицы занято многоэтажной жилой застройкой (5-этажные дома, есть два 10-этажных дома), кроме того с непарной стороны — учебные заведения и 5-этажные общежития. Конец (западная часть) улицы занят территорией коммунальных предприятий (например, автотранспортные предприятия, гаражами).  
Есть ответвление (длиной 360 м) в северо-восточном направлении — западнее многоэтажной жилой застройки, что примыкает к Громадской улице.
Вдоль улицы расположен сквер имени Н. Курченко (площадь 0,68 га).
| |                           |                                                                        |                                                                    |
| Памятник истории Памятный знак на месте казни фашистами подпольщиков и мирных жителей в период оккупации | Храм Архистратига Михаила | Колледж экономики и технологий университета «Черниговская политехника» | Черниговское высшее профессиональное училище бытового обслуживания |

Учреждения:
1. дом № 1 — библиотека учебно-научного института права и социальных технологий национального университета «Черниговская политехника»
2. дом № 1 А — «Черниговский государственный институт права, социальных технологий и труда» — корпус № 8 национального университета «Черниговская политехника» — ранее Черниговский юридический техникум
3. дом № 2 — храм Архистратига Михаила
4. дом № 4 — детсад № 31
5. дом № 4 Б — лицей № 15
6. дом № 7 — профессиональный колледж экономики и технологий национального университета «Черниговская политехника»
7. дом № 7 А — Черниговский центр профессионально-технического образования № 16 (ПТУ)
8. дом № 11 А — Черниговское высшее профессиональное училище бытового обслуживания
9. дом № 13 А — «Центр работы с детьми и молодёжью по месту проживания» Черниговского городского совета
10. дом № 28 — библиотека, филиал №1 центральной городской библиотеки им. М. М. Коцюбинского
11. дом № 48 А — детсад № 38

Памятник истории местного значения
1. между домами №№ 7 и 9 — «Памятный знак на месте казни фашистами подпольщиков и мирных жителей в период оккупации» (1941-1943, памятный знак 1963; охранный № 32), с охранной зоной[14].

Мемориальные доски:
1. дом № 1 А — „основателю, первому директору славного Черниговского юридического техникума“ Степану Ивановичу Балуке — на здании бывшего техникума
2. дом № 1 А — „борцу за Независимость Украины, преподавателю, почётному гражданину Чернигова“ Валерию Юрьевичу Саране — барельеф, на здании бывшего техникума
3. дом № 4 Б — участнику антитеррористической операции на востоке Украины Алексею Коновалову — на здании лицея № 15, где учился
4. дом № 7 — участнику антитеррористической операции на востоке Украины Виталию Викторовичу Рябому — на здании колледжа, где учился
5. дом № 44 — Герою Советского Союза Ивану Поликарповичу Сиврюку — на доме, где жил (1968-1986)